# دیپلماسی غذایی

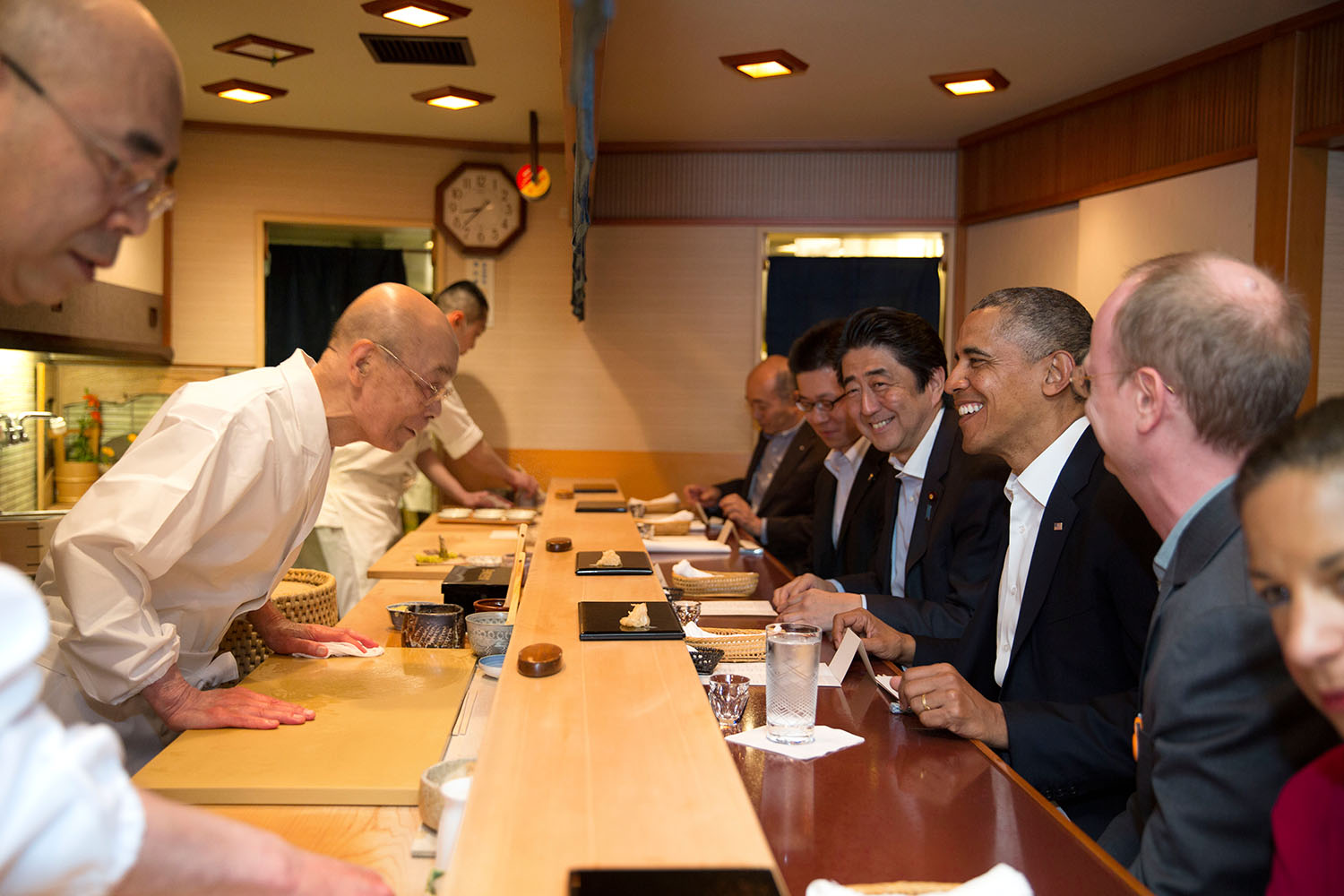
پرزیدنت باراک اوباما و شینزو آبه نخست وزیر ژاپن با استاد سوشی جیرو اونو، صاحب رستوران سوشی سوکیاباشی جیرو، در طی یک شام در توکیو صحبت می کنند.

دیپلماسی غذایی عبارت است از ایجاد ارتباط با سایر کشورها و فرهنگها از طریق فراورده‌های غذایی و نوشیدنی‌ها. دیپلماسی غذایی یکی از مهم‌ترین مسائل در صنعت گردشگری است.